# Rodéziai bozótháború
A rodéziai bozótháború afrikai polgárháború, amely 1964 júliusa és 1979 decembere között zajlott le a mai Zimbabwe, akkor, el nem ismert államként Rodézia (későbbi nevén Zimbabwe-Rodézia) területén. Ismert még második csimurenga, vagy zimbabwei függetlenségi háború néven is.
A konfliktus három hatalom egymás elleni küzdelmével jellemezhető: az egyik a rodéziai kormányzat volt Ian Smith vezetésével (majd a későbbi Zimbabwe-Rodézia püspöke, Abel Muzorewa által). A másik a Zimbabwei Afrikai Nemzeti Függetlenségi Hadsereg (Zimbabwe African National Liberation Army, ZANLA), mely a Robert Mugabe vezette Zimbabwei Afrikai Nemzeti Unió (Zimbabwe African National Union, ZANU) fegyveres szárnya volt, illetve a harmadik hatalom a Zimbabwei Népi Forradalmi Hadsereg (Zimbabwe People's Revolutionary Army, ZIPRA), ami a Joshua Nkomo vezette Zimbabwei Afrikai Népi Unió (Zimbabwe African People's Union, ZAPU) fegyveres szárnya volt.
A háborúban változást hozott az 1978-ban Smith és Muzorewa által aláírt megállapodás, ami az 1979 júniusi általános választójogok megadásához vezetett és véget vetett a fehér kisebbség uralmának Rodéziában. Az országot átnevezték Zimbabwe-Rodéziának, melyet fekete többségű kormányzat vezetett. Azonban ez az új rend sem nyerte el a nemzetközi közvélemény elismerését és a háború tovább folytatódott még közel fél évig.
A Zimbabwe-rodéziai kormányzat, a brit kormányzat és az immár Mugabe–Nkomo egyesült pártja, a ZANU-PF között lefolytatott tárgyalások vezettek el a Lancaster házban a tűzszüneti megállapodások aláírásához 1979 decemberében. Az ország formálisan visszatért a Brit Birodalomba és új választásokat tartottak meg brit és nemzetközösségének felügyelete alatt 1980 márciusában. A ZANU megnyerte a választásokat, és Mugabe lett így Zimbabwe első miniszterelnöke 1980. április 18-án. Az ország ezzel elérte, hogy a nemzetközi közösség is elismerje függetlenségét.
A térség destabilizált állapotára jellemző, hogy Dél-Afrika is aktívan szerepet vállalt ebben az időszakban 1966-tól 1990-ig namíbiai, angolai és zimbabwei területeken katonai hadműveletekkel. Ezt a dél-afrikai határháborúnak (vagy angolai bozótháborúnak) nevezik, mely a huszonhat évig tartó angolai polgárháborúhoz szervesen kapcsolódik.
Zimbabwe belpolitikai élete nem volt mentes a zavargásoktól, egészen 1987 decemberéig Mugabe és Nkomo csapatai harcban álltak egymással. Ezt követően Mugabe egypártrendszerű elnöki köztársasággá alakította át az országot, amit azóta gazdasági hanyatlás, infláció és korrupció, lakossági emigráció jellemez. A The Economist szerint a főváros, Harare a 2011-re az egyik legélhetetlenebb várossá vált a Földön.

## Fordítás
- Ez a szócikk részben vagy egészben  a   Rhodesian Bush War című angol Wikipédia-szócikk ezen változatának fordításán alapul.  Az eredeti cikk szerkesztőit annak laptörténete sorolja fel. Ez a jelzés csupán a megfogalmazás eredetét és a szerzői jogokat jelzi, nem szolgál a cikkben szereplő információk forrásmegjelöléseként.